# BSC Reinickendorf 21
Der B.S.C. Reinickendorf 21 ist ein deutscher Fußballclub aus Berlin. Er entstand im Jahr 1991 aus einer Fusion des Reinickendorfer FC Alt-Holland mit dem Berliner SC Hota. Heimstätte ist der Sportplatz am Schäfersee.

## RFC Alt-Holland/BSC Reinickendorf

Historisches Logo des BSC Hota 1921

Der RFC Alt-Holland wurde im Jahr 1932 gegründet. Bis 1945 spielte der Club im höherklassigen Fußball Berlins keine Rolle, etwaige Spielzeiten in der Gauliga Berlin-Brandenburg fanden nicht statt.
1945 wurde der Club aufgelöst. Eine sofortige Neugründung wurde nicht vollzogen, so dass sich Großteile der Mannschaft vorerst der SG Schäfersee anschlossen. 1950 trat der Club dann wieder unter seinem historischen Namen RFC Alt-Holland an. Die Reinickendorfer spielten im West-Berliner Lokalfußball kaum hochklassig. 1972 gelang der kurzzeitige Aufstieg in die Amateurliga Berlin, in welcher der erneute Aufstieg hinter dem SC Westend 1901 nur knapp verpasst wurde. In der Folgesaison reichte der zwölfte Rang, bedingt durch die Abschaffung der Regionalliga Berlin, nicht mehr. 
1991 fusionierte der RFC mit dem Berliner SC Hota 1921 (Hota = Hotelangestellte) zum BSC Reinickendorf 21, der dann ununterbrochen von der Kreisliga über die Bezirksliga und Landesliga in die Verbandsliga Berlin aufstieg. Dort spielte der BSC 1994/95 für eine Saison. In der Saison 2010/11 war der Verein – nicht zuletzt aufgrund interner Streitigkeiten – nicht im Spielbetrieb vertreten, nachdem man in der Saison 2009/10 nach dreimaligem Nichtantreten gestrichen werden musste.
In der Saison 2011/12 trat die erste Mannschaft in der Kreisliga C an. Nach dem Aufstieg 2014 in die Kreisliga B (Staffel 6) zog man in der Saison 2014/15 die Mannschaft zurück.
Seit der Saison 2016/2017 nimmt der BSC Reinickendorf wieder mit einer 1. Herrenmannschaft am Ligabetrieb teil. Das neuformierte Team startete in der Kreisliga C. Bereits in der ersten Saison konnte der Aufstieg in die Kreisliga B gefeiert werden, aus der die Reinickendorfer 2024 wieder abstiegen.

## Statistik
- Teilnahme Amateurliga Berlin: 1972/73, 1973/74
- Teilnahme Verbandsliga Berlin: 1994/95
- Ewige Tabelle der Berlin-Liga: 70. Platz

## Personen
- Arno Steffenhagen
- Alfredo Morales
- Änis Ben-Hatira

## Weblink
- Marcel Peters: Fußball im Norden - BSC Reinickendorf 1921. FuPa, 17. August 2017.